# Przełożeni generalni Stowarzyszenia Misji Afrykańskich

## Przełożeni GeneralniStowarzyszenia Misji Afrykańskich
- ks. bp Melchior de Marion Brésillac 1856 – 1859
- ks. Augustin Planque 1859 – 1907
- ks. bp Paul Pellet 1907 – 1914
- ks. Augustin Duret 1914 – 1919
- ks. bp Jean-Marie Chabert 1919 – 1933
- ks. Maurice Slaterry 1937 – 1947
- ks. Stephen Harrington 1947 – 1958
- ks. Henri Mondé 1958 – 1973
- ks. Joseph Hardy 1973 – 1983
- ks. Patrick J. Harrington 1983 – 1995
- ks. Daniel Cardot 1995 – 2001
- ks. Kieran O'Reilly 2001 – 2010; 29 sierpnia 2010 wyświęcony na biskupa Killaloe[1][2],
- ks. Jean-Marie Guillaume – od 2010[3]